# أنتوني سيدي
أنتوني سيدي (بالإنجليزية: Anthony Saidy)‏ (مواليد 16 مايو 1937) هو أستاذ دولي في الشطرنج، وحاصل على شهادة الطب. لعب العديد من المرات في بطولة الولايات المتحدة للشطرنج. فاز عام 1960 بطولة كندا المفتوحة للشطرنج. وهو مؤلف لعدة كتب شطرنج، بما في ذلك معركة أفكار الشطرنج، وعالم الشطرنج (مع نورمان ليسينغ). كتابه الأخير، عام 1983، هي رواية جدلية، اسمها «ماذا لو».

## روابط خارجية
- أنتوني سيدي على موقع IMDb (الإنجليزية)
- أنتوني سيدي على موقع الاتحاد الدولي للشطرنج (الإنجليزية)
- أنتوني سيدي على موقع مباريات الشطرنج (الإنجليزية)
- أنتوني سيدي على موقع 365Chess.com (الإنجليزية)
- أنتوني سيدي على موقع Chesstempo.com (الإنجليزية)
- أنتوني سيدي على موقع الاتحاد الأمريكي للشطرنج (الإنجليزية)